# Souljaboytellem.com
souljaboytellem.com är rapparen Soulja Boy's första officiella studioalbum, släppt 2 oktober 2007. Albumet innehåller låten Crank That som rönt stora framgångar.
Idag har albumet sålts i över 1 000 000 exemplar i USA.

## Låtlista
| Nr | Titel                       | Producent(er)                     | Gästartist(er) | Speltid |
| -- | --------------------------- | --------------------------------- | -------------- | ------- |
| 1  | "Intro"                     | Soulja Boy Tell 'em               |                | 0:59    |
| 2  | "Crank That"                | Soulja Boy Tell 'em               |                | 3:41    |
| 3  | "Sidekick"                  | The Package Store & Mr. Collipark |                | 3:59    |
| 4  | "Snap and Roll"             | Soulja Boy Tell 'em               |                | 3:45    |
| 5  | "Bapes"                     | Soulja Boy Tell 'em               | Arab           | 3:54    |
| 6  | "Let Me Get Em"             | Soulja Boy Tell 'em               |                | 3:22    |
| 7  | "Donk"                      | Soulja Boy Tell 'em               |                | 3:13    |
| 8  | "Yahhh!"                    | Soulja Boy Tell 'em               | Arab           | 3:12    |
| 9  | "Pass It to Arab"           | Arab                              | Arab           | 3:58    |
| 10 | "Soulja Girl"               | Los Vegaz & Mr. Collipark         | i15            | 3:11    |
| 11 | "Booty Meat"                | Soulja Boy Tell 'em               |                | 3:36    |
| 12 | "Report Card"               | Soulja Boy Tell 'em               | Arab           | 3:42    |
| 13 | "She Thirsty"               | Soulja Boy Tell 'em               |                | 3:39    |
| 14 | "Don't Get Mad"             | The Package Store & Mr. Collipark |                | 4:20    |
| 15 | "Nope" (iTunes bonus track) | Soulja Boy Tell 'em               |                | 2:30    |

## Kritiskt mottagande
souljaboytellem.com fick övervägande negativ kritik. Positiv kritik kom från Allmusic och  Robert Christgau, som gav albumet A- som betyg. Chris Willman på Entertainment Weekly listade albumet som det värsta hiphop-albumet i historien. Sputnikmusic gav albumet en stjärna av fem möjliga.

## Listplaceringar
| Lista                                 | List- position |
| ------------------------------------- | -------------- |
| U.S. Billboard 200                    | 4              |
| U.S. Billboard Top R&B/Hip-Hop Albums | 4              |
| U.S. Billboard Top Rap Albums         | 1              |

## Singlar
- "Crank That (Soulja Boy)" - 2 maj 2007
- "Soulja Girl" - 1 oktober 2007
- "Yahhh!" - 8 januari 2008
- "Let Me Get Em" - 2 februari 2008
- "Donk" - 4 maj 2008